# Fritzi Löwy
Pour les articles homonymes, voir Lowy.
Friederike 'Fritzi' Löwy, née le 18 novembre 1910 à Vienne (Autriche) et morte dans la même ville en 1994, est une nageuse autrichienne, spécialiste de la nage libre. En 1927, elle remporte une médaille de bronze lors des Championnats d'Europe. Juive, elle fuit l'Autriche en 1939 pour fuir les persécutions nazies et ne rentre en Europe qu'en 1949.

## Carrière
Fritzi Löwy commence la natation à l'âge de 12 ans et devient championne d'Autriche de sa catégorie d'âge à 14 ans.
Lors des Championnats d'Europe 1927 qui se déroule à Bologne, elle termine sur la troisième marche du podium du 400 m nage libre derrière la Néerlandaise Marie Braun et la Britannique Marion Laverty. La même année, elle établit le record d'Europe du 200 m nage libre.
Représentant l'Autriche aux Jeux olympiques d'été de 1928, Fritzi Löwy ne prend pas part au départ du 100 m nage libre pour lequel elle était sélectionnée et ne dépasse pas le stade des séries sur le 400 m nage libre.
Dans les années 1930, elle concoure pour le club multisport juif SC Hakoah Vienne. L'antisémitisme grandissant dans le pays, les nageuses du club sont accompagnées des lutteurs lors de leurs sorties en tant que garde du corps. En 1935, elle participe aux premières Maccabiades dans ce qui est alors la Palestine mandataire.
Lors de l'Anschluss, le SC Hakoah Vienne ferme et les piscines deviennent interdites aux juifs. Fritzi Löwy fuit l'Autriche en 1939, d'abord en Italie puis en Suisse et enfin en Australie. Elle ne rentre à Vienne qu'en 1949.

## Vie privée
Bisexuelle, elle a entretenu une aventure avec le directeur de la section natation du SC Hakoah Vienne, Valentin Rosenfeld, l'époux d'Eva Rosenfeld.

## Palmarès
| Date | Compétition           | Lieu      | Place | Course           |
| ---- | --------------------- | --------- | ----- | ---------------- |
| 1927 | Championnats d'Europe | Bologne   | 3e    | 400 m nage libre |
| 1928 | Jeux olympiques       | Amsterdam | 11e   | 400 m nage libre |
| 1928 | Jeux olympiques       | Amsterdam | DNS   | 100 m nage libre |